# Grande Fratello (ottava edizione)
L'ottava edizione del reality show Grande Fratello è andata in onda in diretta in prima serata su Canale 5 dal 21 gennaio al 21 aprile 2008. È durata 92 giorni, ed è stata condotta per il terza volta consecutiva da Alessia Marcuzzi, affiancata per la prima volta dall'opinionista Alfonso Signorini, e con la partecipazione - per l'ultima volta - dell'inviato Marco Liorni, nel ruolo di inviato che ha ricoperto, solamente per la finale, per l'ottava volta consecutiva.
A partire da questa edizione sono state introdotte numerose novità, tra le quali il cambio del giorno di programmazione della diretta televisiva settimanale, che è passato dallo storico giovedì sera al lunedì e l'abbandono dell'inviato del programma Marco Liorni, che ha svolto il suo ruolo solo nella puntata finale. Nella prima puntata, invece, al suo posto c'erano alcuni concorrenti delle precedenti edizioni che hanno accompagnato i nuovi inquilini all'entrata della Casa. Nelle dirette successive, a differenza delle altre edizioni, non c'è stata la folla che ha accolto l'eliminato di turno, che ha percorso invece la passerella solo illuminato da un fascio di luce (per "sottolineare" il peso della sconfitta e, quindi, la possibilità di arrivare al premio finale di 500 000 €). È il primo anno che viene introdotta la figura dell'opinionista rappresentato dal giornalista Alfonso Signorini, direttore della rivista Chi. La composizione della casa è stata molto diversa da quella delle edizioni precedenti: è stata infatti una sorta di condominio, costituito da più appartamenti. Inizialmente i concorrenti hanno abitato in un camping in attesa della fine dei lavori di costruzione della Casa, che loro stessi hanno portato avanti.
Le vicende quotidiane dei concorrenti sono state seguite 24 ore su 24, come per le precedenti edizioni, a pagamento su Mediaset Premium, e inoltre da quest'anno anche la rete satellitare Sky, che ha trasmesso le prime cinque edizioni del reality, ha riproposto la diretta giornaliera.
Lunedì 28 aprile 2008 è andata in onda una puntata riepilogativa con tutti i protagonisti di quest'edizione denominata Grande Fratello - La nostra avventura.
L'edizione è stata vinta da Mario Ferretti, che si è aggiudicato il montepremi di 500 000 €.

## Concorrenti
L'età dei concorrenti si riferisce al momento dell'ingresso nella casa.
| Concorrente            | Età     | Professione              | Luogo di nascita  | Stato                |
| ---------------------- | ------- | ------------------------ | ----------------- | -------------------- |
| Mario Ferretti         | 30 anni | Muratore                 | Orvieto           | Vincitore            |
| Teresa Stinziani       | 26 anni | Consulente tributaria    | Termoli           | Seconda classificata |
| Christine Del Rio      | 28 anni | Veejay                   | Bedford           | Terza classificata   |
| Gian Filippo Failla    | 26 anni | Studente                 | Casablanca        | Quarto classificato  |
| Francesco Botta        | 25 anni | Rappresentante di mobili | Roma              | Eliminato            |
| Carmela "Lina" Carcuro | 26 anni | Medico                   | Napoli            | Eliminata            |
| Mirko Sozio            | 27 anni | Studente                 | Isernia           | Espulso              |
| Silvia Burgio          | 29 anni | Truccatrice              | Gallarate         | Eliminata            |
| Roberto Mercandalli    | 26 anni | Imprenditore             | Milano            | Eliminato            |
| Fabio Orlando          | 22 anni | Cameriere                | Messina           | Eliminato            |
| Raffaella Fico         | 19 anni | Modella                  | Cercola           | Eliminata            |
| Thiago Barcelos        | 26 anni | Barista                  | Santa Maria       | Eliminato            |
| Benedetta Zilli        | 32 anni | Gestrice di una pizzeria | Nereto            | Eliminata            |
| Alice Caligiuri        | 28 anni | Pugile                   | Roma              | Eliminata            |
| Andrea Bellumore       | 28 anni | Studente                 | Fermo             | Eliminato            |
| Nadia Castaldi         | 27 anni | Agente di viaggi         | Caserta           | Eliminata            |
| Carmela Mazzeo         | 55 anni | Casalinga                | Furnari           | Eliminata            |
| Giuseppe Orlando       | 34 anni | Fisioterapista           | Milazzo           | Eliminato            |
| Filippo Orlando        | 61 anni | Pensionato               | Novara di Sicilia | Eliminato            |
| Alì Ayach              | 27 anni | Ingegnere                | Beirut            | Eliminato            |
| Domenico Orlando       | 27 anni | Fotografo                | Milazzo           | Eliminato            |

## Tabella delle nomination
Legenda
- -      Il migliore della settimana non vota e non può essere votato
  -      La nomination vale come immunità dalla seconda eliminazione.
  -      Concorrente non salvato e quindi candidato all'eliminazione

|                            | Settimana 1                | Settimana 2             | Settimana 2                        | Settimana 3                               | Settimana 4               | Settimana 5                 | Settimana 5                       | Settimana 6             | Settimana 7                 | Settimana 8                       | Settimana 9                                         | Settimana 9              | Settimana 10                                               | Settimana 11             | Settimana 12                 | Settimana 12                | Ultima settimana                  | Ultima settimana                  | Numero totale di nomination |
| -------------------------- | -------------------------- | ----------------------- | ---------------------------------- | ----------------------------------------- | ------------------------- | --------------------------- | --------------------------------- | ----------------------- | --------------------------- | --------------------------------- | --------------------------------------------------- | ------------------------ | ---------------------------------------------------------- | ------------------------ | ---------------------------- | --------------------------- | --------------------------------- | --------------------------------- | --------------------------- |
| Migliore/i della settimana | Nessuno                    | Carmela, Filippo, Mario | Carmela, Filippo, Mario            | Lina, Teresa                              | Thiago                    | Benedetta                   | Benedetta                         | Raffaella               | Mirko                       | Roberto                           | Christine                                           | Christine                | Lina                                                       | Mario                    | Nessuno                      | Nessuno                     | Nessuno                           | Nessuno                           | Numero totale di nomination |
| Mario                      | Niente nomination          | Immune                  | Filippo                            | Christine                                 | Carmela Lina              | Andrea Lina                 | Andrea                            | Christine Lina          | Christine Lina              | Fabio G. Filippo                  | Roberto Silvia                                      | 6°salvataggio Teresa     | Christine Roberto                                          | Immune                   | Christine Lina               | Christine Francesco         | Vincitore (Giorno 92)             | Vincitore (Giorno 92)             | 8                           |
| Teresa                     | Niente nomination          | Alice Lina              | Filippo                            | Immune                                    | Carmela Lina              | Alice Lina                  | Andrea                            | Alice Lina              | Lina Raffaella              | Fabio G. Filippo                  | G. Filippo Raffaella                                | 7°salvataggio Silvia     | G. Filippo Roberto                                         | G. Filippo Lina          | G. Filippo Lina              | Francesco G. Filippo        | Seconda classificata (Giorno 92)  | Seconda classificata (Giorno 92)  | 1                           |
| Christine                  | Niente nomination          | Giuseppe Nadia          | Filippo                            | Giuseppe                                  | Carmela Fabio             | Mario Thiago                | Thiago                            | Roberto Silvia          | Benedetta G. Filippo        | G. Filippo Thiago                 | Immune                                              | 2°salvataggio Lina       | Mario Silvia                                               | Mirko Silvia             | Mario Teresa                 | Mario Teresa                | Terza classificata (Giorno 92)    | Terza classificata (Giorno 92)    | 25                          |
| Gian Filippo               | Niente nomination          | Fabio Giuseppe          | Filippo                            | Nadia                                     | Carmela Fabio             | Nadia Silvia                | Andrea                            | Christine Teresa        | Christine Francesco         | Fabio Francesco                   | Fabio Silvia                                        | 5°salvataggio Mario      | Silvia Teresa                                              | Silvia Teresa            | Mario Teresa                 | Francesco Teresa            | Quarto classificato (Giorno 92)   | Quarto classificato (Giorno 92)   | 31                          |
| Francesco                  | Niente nomination          | Alì Lina                | Filippo                            | Raffaella                                 | G. Filippo Lina           | Fabio Lina                  | Thiago                            | G. Filippo Lina         | Benedetta Roberto           | Fabio G. Filippo                  | Raffaella Roberto                                   | 1°salvataggio Christine  | G. Filippo Roberto                                         | G. Filippo Silvia        | G. Filippo Teresa            | G. Filippo Teresa           | Eliminato (Giorno 86)             | Eliminato (Giorno 86)             | 16                          |
| Lina                       | Niente nomination          | Fabio Giuseppe          | Giuseppe                           | Immune                                    | Carmela Fabio             | Mario Nadia                 | Thiago                            | Francesco Silvia        | Benedetta G. Filippo        | G. Filippo Thiago                 | Fabio Mario                                         | 3°salvataggio Roberto    | Immune                                                     | Francesco Mirko          | Mario Teresa                 | Eliminata (Giorno 86)       | Eliminata (Giorno 86)             | Eliminata (Giorno 86)             | 26                          |
| Mirko                      | Non in casa                | Non in casa             | Non in casa                        | Non in casa                               | Non in casa               | Non in casa                 | Non in casa                       | Immune                  | Immune                      | G. Filippo Thiago                 | G. Filippo Roberto                                  | Non salvato              | G. Filippo Roberto                                         | Christine G. Filippo     | Espulso (Giorno 78)          | Espulso (Giorno 78)         | Espulso (Giorno 78)               | Espulso (Giorno 78)               | 2                           |
| Silvia                     | Niente nomination          | Alì Raffaella           | Giuseppe                           | Andrea                                    | Andrea Lina               | Andrea Lina                 | Andrea                            | Lina Roberto            | Lina Roberto                | Fabio G. Filippo                  | G. Filippo Roberto                                  | salvata                  | G. Filippo Roberto                                         | Christine Francesco      | Eliminata (Giorno 78)        | Eliminata (Giorno 78)       | Eliminata (Giorno 78)             | Eliminata (Giorno 78)             | 15                          |
| Roberto                    | Niente nomination          | Nadia Silvia            | Giuseppe                           | Andrea                                    | Carmela Fabio             | Nadia Silvia                | Andrea                            | Fabio Silvia            | Christine Fabio             | Immune                            | Francesco Teresa                                    | 4°salvataggio G. Filippo | Francesco Silvia                                           | Eliminato (Giorno 71)    | Eliminato (Giorno 71)        | Eliminato (Giorno 71)       | Eliminato (Giorno 71)             | Eliminato (Giorno 71)             | 16                          |
| Fabio                      | Niente nomination          | Alì Alice               | Filippo                            | Alice                                     | Alice G. Filippo          | Alice Lina                  | Andrea                            | Alice G. Filippo        | Christine Francesco         | Francesco G. Filippo              | Lina Roberto                                        | Non salvato              | Eliminato (Giorno 64)                                      | Eliminato (Giorno 64)    | Eliminato (Giorno 64)        | Eliminato (Giorno 64)       | Eliminato (Giorno 64)             | Eliminato (Giorno 64)             | 28                          |
| Raffaella                  | Niente nomination          | Fabio Giuseppe          | Filippo Giuseppe                   | Giuseppe                                  | Carmela Nadia             | Nadia Silvia                | Andrea                            | Immune                  | Fabio Mario                 | Fabio Francesco                   | Fabio Francesco                                     | Eliminata (Giorno 64)    | Eliminata (Giorno 64)                                      | Eliminata (Giorno 64)    | Eliminata (Giorno 64)        | Eliminata (Giorno 64)       | Eliminata (Giorno 64)             | Eliminata (Giorno 64)             | 7                           |
| Thiago                     | Niente nomination          | Alì Christine           | Giuseppe                           | Christine                                 | Immune                    | Christine Lina              | -                                 | Alice Christine         | Christine Lina              | Francesco G. Filippo              | Eliminato (Giorno 57)                               | Eliminato (Giorno 57)    | Eliminato (Giorno 57)                                      | Eliminato (Giorno 57)    | Eliminato (Giorno 57)        | Eliminato (Giorno 57)       | Eliminato (Giorno 57)             | Eliminato (Giorno 57)             | 8                           |
| Benedetta                  | Non in casa                | Non in casa             | Non in casa                        | Immune                                    | Alice Carmela             | Immune                      | -                                 | Alice Christine         | Christine Lina              | Eliminata (Giorno 50)             | Eliminata (Giorno 50)                               | Eliminata (Giorno 50)    | Eliminata (Giorno 50)                                      | Eliminata (Giorno 50)    | Eliminata (Giorno 50)        | Eliminata (Giorno 50)       | Eliminata (Giorno 50)             | Eliminata (Giorno 50)             | 3                           |
| Alice                      | Niente nomination          | Fabio Teresa            | Filippo                            | Fabio                                     | Carmela Fabio             | Fabio Teresa                | Thiago                            | Fabio Teresa            | Eliminata (Giorno 43)       | Eliminata (Giorno 43)             | Eliminata (Giorno 43)                               | Eliminata (Giorno 43)    | Eliminata (Giorno 43)                                      | Eliminata (Giorno 43)    | Eliminata (Giorno 43)        | Eliminata (Giorno 43)       | Eliminata (Giorno 43)             | Eliminata (Giorno 43)             | 14                          |
| Andrea                     | Niente nomination          | Christine Fabio         | Filippo                            | Christine                                 | G. Filippo Roberto        | Christine Roberto           | -                                 | Eliminato (Giorno 38)   | Eliminato (Giorno 38)       | Eliminato (Giorno 38)             | Eliminato (Giorno 38)                               | Eliminato (Giorno 38)    | Eliminato (Giorno 38)                                      | Eliminato (Giorno 38)    | Eliminato (Giorno 38)        | Eliminato (Giorno 38)       | Eliminato (Giorno 38)             | Eliminato (Giorno 38)             | 12                          |
| Nadia                      | Niente nomination          | Christine Raffaella     | Giuseppe                           | Raffaella                                 | Carmela G. Filippo        | Christine Lina              | Eliminata (Giorno 38)             | Eliminata (Giorno 38)   | Eliminata (Giorno 38)       | Eliminata (Giorno 38)             | Eliminata (Giorno 38)                               | Eliminata (Giorno 38)    | Eliminata (Giorno 38)                                      | Eliminata (Giorno 38)    | Eliminata (Giorno 38)        | Eliminata (Giorno 38)       | Eliminata (Giorno 38)             | Eliminata (Giorno 38)             | 8                           |
| Carmela                    | Niente nomination          | Immune                  | Filippo                            | Alice                                     | Alice G. Filippo          | Eliminata (Giorno 29)       | Eliminata (Giorno 29)             | Eliminata (Giorno 29)   | Eliminata (Giorno 29)       | Eliminata (Giorno 29)             | Eliminata (Giorno 29)                               | Eliminata (Giorno 29)    | Eliminata (Giorno 29)                                      | Eliminata (Giorno 29)    | Eliminata (Giorno 29)        | Eliminata (Giorno 29)       | Eliminata (Giorno 29)             | Eliminata (Giorno 29)             | 10                          |
| Giuseppe                   | Niente nomination          | Alice Lina              | Nessuno                            | Christine                                 | Eliminato (Giorno 22)     | Eliminato (Giorno 22)       | Eliminato (Giorno 22)             | Eliminato (Giorno 22)   | Eliminato (Giorno 22)       | Eliminato (Giorno 22)             | Eliminato (Giorno 22)                               | Eliminato (Giorno 22)    | Eliminato (Giorno 22)                                      | Eliminato (Giorno 22)    | Eliminato (Giorno 22)        | Eliminato (Giorno 22)       | Eliminato (Giorno 22)             | Eliminato (Giorno 22)             | 13                          |
| Filippo                    | Niente nomination          | Immune                  | Nessuno                            | Eliminato (Giorno 15)                     | Eliminato (Giorno 15)     | Eliminato (Giorno 15)       | Eliminato (Giorno 15)             | Eliminato (Giorno 15)   | Eliminato (Giorno 15)       | Eliminato (Giorno 15)             | Eliminato (Giorno 15)                               | Eliminato (Giorno 15)    | Eliminato (Giorno 15)                                      | Eliminato (Giorno 15)    | Eliminato (Giorno 15)        | Eliminato (Giorno 15)       | Eliminato (Giorno 15)             | Eliminato (Giorno 15)             | 10                          |
| Alì                        | Niente nomination          | Fabio Giuseppe          | Eliminato (Giorno 15)              | Eliminato (Giorno 15)                     | Eliminato (Giorno 15)     | Eliminato (Giorno 15)       | Eliminato (Giorno 15)             | Eliminato (Giorno 15)   | Eliminato (Giorno 15)       | Eliminato (Giorno 15)             | Eliminato (Giorno 15)                               | Eliminato (Giorno 15)    | Eliminato (Giorno 15)                                      | Eliminato (Giorno 15)    | Eliminato (Giorno 15)        | Eliminato (Giorno 15)       | Eliminato (Giorno 15)             | Eliminato (Giorno 15)             | 4                           |
| Domenico                   | Niente nomination          | Eliminato (Giorno 8)    | Eliminato (Giorno 8)               | Eliminato (Giorno 8)                      | Eliminato (Giorno 8)      | Eliminato (Giorno 8)        | Eliminato (Giorno 8)              | Eliminato (Giorno 8)    | Eliminato (Giorno 8)        | Eliminato (Giorno 8)              | Eliminato (Giorno 8)                                | Eliminato (Giorno 8)     | Eliminato (Giorno 8)                                       | Eliminato (Giorno 8)     | Eliminato (Giorno 8)         | Eliminato (Giorno 8)        | Eliminato (Giorno 8)              | Eliminato (Giorno 8)              | 0                           |
| Note                       | Vedi nota 1                | Nessuna                 | Vedi nota 2                        | Vedi nota 3                               | Nessuna                   | Nessuna                     | Vedi nota 4                       | Vedi nota 5             | Nessuna                     | Vedi nota 6                       | Nessuna                                             | Vedi nota 7              | Vedi nota 8                                                | Vedi nota 9              | Nessuna                      | Vedi nota 10                | Nessuna                           | Nessuna                           |                             |
| Nominati                   | Domenico Fabio Giuseppe    | Alì Fabio Giuseppe      | Filippo Giuseppe                   | Alice Andrea Christine Giuseppe Raffaella | Carmela Fabio G. Filippo  | Christine Lina Nadia Silvia | Andrea Thiago                     | Alice Christine Lina    | Benedetta Christine Lina    | Fabio Francesco G. Filippo Thiago | Fabio Francesco G. Filippo Raffaella Roberto Silvia | Fabio Mirko              | Christine Francesco G. Filippo Mario Roberto Silvia Teresa | G. Filippo Silvia        | G. Filippo Lina Mario Teresa | Francesco Teresa            | Christine G. Filippo Mario Teresa | Christine G. Filippo Mario Teresa |                             |
| Ritirati                   | Nessuno                    | Nessuno                 | Nessuno                            | Nessuno                                   | Nessuno                   | Nessuno                     | Nessuno                           | Nessuno                 | Nessuno                     | Nessuno                           | Nessuno                                             | Nessuno                  | Nessuno                                                    | Nessuno                  | Nessuno                      | Nessuno                     | Nessuno                           | Nessuno                           |                             |
| Espulsi                    | Nessuno                    | Nessuno                 | Nessuno                            | Nessuno                                   | Nessuno                   | Nessuno                     | Nessuno                           | Nessuno                 | Nessuno                     | Nessuno                           | Nessuno                                             | Nessuno                  | Nessuno                                                    | Mirko                    | Nessuno                      | Nessuno                     | Nessuno                           | Nessuno                           |                             |
| Eliminati                  | Domenico 43% per eliminare | Alì 60% per eliminare   | Filippo 9 voti su 14 per eliminare | Giuseppe 49% per eliminare                | Carmela 79% per eliminare | Nadia 33% per eliminare     | Andrea 7 voti su 11 per eliminare | Alice 45% per eliminare | Benedetta 57% per eliminare | Thiago 45% per eliminare          | Raffaella 40% per eliminare                         | Fabio 56% per eliminare  | Roberto 63% (su 2) per eliminare                           | Silvia 63% per eliminare | Lina 50% per eliminare       | Francesco 57% per eliminare | G.Filippo 7% (su 4)               | Christine 9% (su 3)               |                             |
| Eliminati                  | Domenico 43% per eliminare | Alì 60% per eliminare   | Filippo 9 voti su 14 per eliminare | Giuseppe 49% per eliminare                | Carmela 79% per eliminare | Nadia 33% per eliminare     | Andrea 7 voti su 11 per eliminare | Alice 45% per eliminare | Benedetta 57% per eliminare | Thiago 45% per eliminare          | Raffaella 40% per eliminare                         | Fabio 56% per eliminare  | Roberto 63% (su 2) per eliminare                           | Silvia 63% per eliminare | Lina 50% per eliminare       | Francesco 57% per eliminare | Teresa 37% (su 2)                 | Mario 63% per vincere             |                             |

- Nota 1: In apertura di seconda puntata, viene aperto un televoto tra Fabio, Giuseppe e Domenico. Quest'ultimo, risultato il più votato, ha dovuto abbandonare definitivamente la casa.
- Nota 2: Filippo e Giuseppe sono i concorrenti scelti da Raffaella per l'eliminazione diretta. A scegliere chi dei due dovrà abbandonare la casa è il resto del gruppo.
- Nota 3: Entra in gioco Benedetta, che in qualità di nuova concorrente è immune dalle nomination.
- Nota 4: Thiago e Andrea sono i candidati all'eliminazione diretta, sono gli altri concorrente a scegliere tramite votazione chi mandare a casa.
- Nota 5: Entra in gioco Mirko, che in qualità di nuovo concorrente è immune dalle nomination.
- Nota 6: I concorrenti possono nominare solo uomini a causa della penuria di donne in gioco
- Nota 7: A partire da Francesco (salvo per decisione del Grande Fratello), ogni concorrente deve scegliere una persona da salvare, il quale a sua volta continuerà la catena fino ad arrivare ai due non salvati che si giocheranno al televoto della seconda eliminazione l'uscita dalla casa.
- Nota 8: Dopo la chiusura del televoto, i meno votati risultano: Silvia, Francesco, Christine, Mario e Gian Filippo che si salvano. Tra Teresa e Roberto viene invece riaperto il televoto.
- Nota 9: Mirko viene espulso dal gioco per aver bestemmiato in diretta televisiva.
- Nota 10: Nella tredicesima puntata viene svolta tramite il semplice metodo delle nomination e del televoto una doppia eliminazione.

## Episodi di particolare rilievo
- Per la prima volta nella storia del Grande Fratello, partecipa al gioco una concorrente transgender: Silvia Burgio.
- In questa edizione vi partecipa anche un'intera famiglia, gli Orlando, composta da Carmela (madre), Filippo (padre), Giuseppe, Domenico e Fabio (figli). È la quarta edizione nella quale compaiono persone legate da qualche legame familiare.
- Oltre alla coppia Filippo e Carmela, entrano nella casa altre due persone sposate: Thiago e Benedetta.
- I Ballottaggi. Nella prima puntata sono stati messi in ballottaggio 8 concorrenti (4 ragazze e 4 ragazzi), tra loro sono stati scelti i concorrenti (2 ragazze ed 1 ragazzo) da far entrare nella Casa. La particolarità di questa scelta è la possibilità di ripescaggio dei concorrenti non autorizzati ad entrare nella Casa, nel caso in cui un concorrente titolare fosse squalificato, si dovesse auto-eliminare o dovesse essere espulso.
- Una tempesta di vento e grandine, durante la terza puntata, si è abbattuta sulla Casa del Grande Fratello. Uno degli appartamenti, quello in cui avrebbe dovuto alloggiare la famiglia Orlando, viene gravemente danneggiato. La produzione del programma è quindi stata costretta a ristrutturare e a riarredare l'alloggio. Tutto ciò ha inoltre comportato una breve sospensione della diretta 24h su 24, sia su Mediaset Premium che su SKY Vivo.
- Per evitare lo scontro con il Festival di Sanremo 2008, la sesta puntata, anziché andare onda lunedì 25 febbraio, è andata in onda mercoledì 27 febbraio, giorno in cui la manifestazione canora era in pausa.
- Viene introdotta all'interno della settima puntata una stanza del tutto sconosciuta ai partecipanti al gioco e al pubblico a casa, la "Segreta", stanza completamente buia, dotata di telecamere ad infrarossi e di alcuni sensori che emanano, all'insaputa dei concorrenti, improvvise piogge di acqua gelata.
- Nell'ottava puntata Francesco Totti entra nella casa come ospite speciale.
- Durante la notte del 55º giorno di reclusione, il concorrente Gian Filippo viene portato d'urgenza al pronto soccorso per degli accertamenti al setto nasale dopo aver subito un trauma, andando accidentalmente a sbattere su un altro concorrente.
- Nella nona puntata, per la prima volta nella storia della trasmissione, c'è un cross-over con un'altra trasmissione di successo di Canale 5, C'è posta per te: Maria De Filippi è complice di una sorpresa a tre ragazzi della casa (Mario, Roberto e Francesco) direttamente dallo studio di C'è posta per te, consentendo ai partecipanti un contatto con il pubblico.
- Per un accentuato calo di pressione sanguigna, il concorrente Roberto viene visitato da un esperto per degli accertamenti.
- In conclusione della decima puntata, per la prima volta in otto edizioni, vanno al televoto ben sette concorrenti (viene così superato il limite massimo dei 6 nominati, raggiunto per la prima volta nella quinta edizione e successivamente durante la nona settimana di questa edizione).
- I concorrenti Lina Carcuro e Roberto Mercandalli hanno avuto rapporti sessuali all'interno della casa. Per questo motivo l'Ordine dei Medici, al quale Lina in quanto medico è iscritta, ha aperto un fascicolo nei suoi confronti per condotta indecorosa in pubblico.
- Durante la diretta del 7 aprile 2008, il concorrente Mirko Sozio ha pronunciato una bestemmia. Poiché secondo il regolamento chi ha questo comportamento deve uscire dalla Casa, il concorrente è stato espulso dal gioco.
- Durante la mattina dell'85º giorno, un terremoto di grado 3,3 della scala Richter ha scosso l'intera città di Roma, coinvolgendo anche i concorrenti della casa del Grande Fratello.
- Il 13 e il 14 aprile 2008 gli inquilini rimasti nella Casa si sono recati, proprio come accadde nella sesta edizione, nei loro rispettivi seggi per votare alle elezioni politiche, anticipate dopo la caduta del governo. Gian Filippo a Castelbuono, Mario a Montecchio, Teresa a Campobasso, Francesco a Roma e Lina a Casoria; Christine invece, per scelta personale, non è andata a votare. I primi tre hanno votato domenica 13, mentre gli altri lunedì 14. A causa di queste elezioni, e dei programmi ad esse dedicate, la puntata che sarebbe dovuta andare in onda il 14 aprile è andata in onda martedì 15.
- Questa è l'edizione nella quale si conta il minor numero di prove settimanali superate (solo 3) e le ultime due, a causa dei tempi di programmazione ristretti della diretta del lunedì, non sono state effettuate.
- Nella puntata finale, ospiti di rilievo sono stati gli attori Claudio Amendola, Antonello Fassari, Max Tortora (come interpreti dei Cesaroni), la showgirl Anna Falchi e Marco Liorni che per un giorno è tornato a svolgere il suo ruolo di inviato davanti alla porta rossa della casa.
- Può essere senz'altro considerata l'edizione con più coppie formatesi all'interno ed all'esterno della Casa tra concorrenti che hanno convissuto: a partire da Thiago e Benedetta, già sposati, a Christine e Francesco, Lina e Roberto, Alice e Gian Filippo, e Nadia e Fabio, la cui storia ha avuto inizio al di fuori della casa; la sig.ra Carmela e il sig. Filippo, sposati da più di 25 anni già al loro ingresso; in senso meno ampio, la storia di grande amicizia tra Mario e Teresa e l'amicizia che lega Raffaella e Mirko.

## Ascolti
| Puntata             | Messa in onda    | Telespettatori | Share  |
| ------------------- | ---------------- | -------------- | ------ |
| 1                   | 21 gennaio 2008  | 5 616 000      | 27,72% |
| 2                   | 28 gennaio 2008  | 5 001 000      | 23,61% |
| 3                   | 4 febbraio 2008  | 4 854 000      | 21,59% |
| 4                   | 11 febbraio 2008 | 5 128 000      | 22,57% |
| 5                   | 18 febbraio 2008 | 5 235 000      | 23,21% |
| 6                   | 27 febbraio 2008 | 5 188 000      | 23,57% |
| 7                   | 3 marzo 2008     | 5 379 000      | 23,85% |
| 8                   | 10 marzo 2008    | 5 077 000      | 23,18% |
| 9                   | 17 marzo 2008    | 5 107 000      | 23,94% |
| 10                  | 24 marzo 2008    | 5 309 000      | 26,71% |
| 11                  | 31 marzo 2008    | 6 183 000      | 28,07% |
| 12                  | 7 aprile 2008    | 6 578 000      | 29,68% |
| Semifinale          | 15 aprile 2008   | 5 766 000      | 26,10% |
| Finale              | 21 aprile 2008   | 6 258 000      | 28,80% |
| Media               | Media            | 5 477 000      | 25,19% |
| La nostra avventura | 28 aprile 2008   | 4 975 000      | 20,24% |

### Ascolti giornalieri
In questa tabella sono indicati i risultati della striscia quotidiana andata in onda ogni giorno su Canale 5. Oltre alla classica puntata giornaliera andata in onda alle 18:15, in questa edizione è stato aggiunto un nuovo appuntamento notturno soprannominato Grande Fratello Night andato in onda il sabato notte.
|                       | Settimana 1   | Settimana 2    | Settimana 3   | Settimana 4   | Settimana 5   | Settimana 6   | Settimana 7   | Settimana 8   | Settimana 9   | Settimana 10  | Settimana 11  | Settimana 12  | Settimana 13  |
| --------------------- | ------------- | -------------- | ------------- | ------------- | ------------- | ------------- | ------------- | ------------- | ------------- | ------------- | ------------- | ------------- | ------------- |
| Martedì               | 2.334m 17,25% | 1.705m 13,20%  | 1.872m 13,91% | 2.226m 16,85% | 1.966m 15,23% | 1.921m 14,42% | 1.620m 16,44% | 1.753m 17,86% | 1.634m 19,02% | 1.910m 15,74% | 1.855m 20,12% | 1.889m 16,11% | 1.792m 15,65% |
| Mercoledì             | 2.132m 14,62% | 1.779m 12,96%  | 1.806m 13,53% | 1.975m 15,24% | 2.108m 15,57% | 1.789m 13,65% | 1.839m 17,37% | 1.705m 19,34% | 1.445m 17,22% | 1.730m 14,63% | 1.695m 17,11% | 1.584m 14,63% | ????m ??,??%  |
| Giovedì               | 1.925m 13,80% | 1.964m 14,34%  | 1.958m 14,47% | 1.937m 14,43% | 2.059m 15,39% | 1.936m 15,07% | 1.699m 16,60% | 1.405m 18,07% | 1.566m 19,18% | 1.502m 13,11% | 1.541m 15,24% | 1.659m 15,33% | 1.775m 15,90% |
| Venerdì               | 2.099m 15,72% | 1.868m 15,16%  | 1.826m 13,85% | 1.953m 15,01% | 1.940m 15,49% | 1.762m 13,94% | 1.931m 19,03% | 1.534m 19,18% | 1.614m 16,81% | 1.562m 14,26% | 1.723m 17,07% | 1.689m 15,46% | 1.807m 16,81% |
| Sabato                | 2.526m 19,10% | 2.366m 16,95%  | 2.342m 17,84% | 2.714m 18,79% | 2.462m 18,95% | 2.178m 16,71% | 2.206m 17,77% | 2.237m 19,14% | 2.118m 17,01% | 2.027m 19,24% | 1.978m 20,00% | 1.993m 19,06% | 1.773m 17,56% |
| Grande Fratello night | 1.588m 14,34% | 1.535 m 12,77% | 1.505m 16,06% | 1.113m 9,82%  | 1.081m 10,69% | 665m 6,26%    | 1.590m 20,14% | 1.809m 21,40% | 1.374m 16,34% | 1.513m 17,46% | 1.552m 17,54% | 1.203m 13,96% | 1.416m 18,85% |
| Domenica              | non in onda   | non in onda    | non in onda   | non in onda   | non in onda   | non in onda   | non in onda   | non in onda   | non in onda   | non in onda   | non in onda   | non in onda   | non in onda   |
| Lunedì                | 1.896m 14,42% | 1.973m 13,44%  | 2.053m 14,74% | 2.173m 15,99% | 1.866m 14,55% | 1.659m 18,17% | 1.914m 18,36% | 1.610m 19,54% | 1.850m 13,53% | 1.731m 17,33% | 1.506m 15,62% | 1.768m 13,70% | 1.660m 15,02% |
| Media Settimanale     | 2.071m 15,60% | 1.898m 14,11%  | 1.908m 14,91% | 2.013m 15,16% | 1.926m 15,12% | 1.701m 14,03% | 1.928m 17,95% | 1.721m 19,21% | 1.664m 17,10% | 1.735m 16,03% | 1.707m 17,64% | 1.683m 15,46% | ????m ??,??%  |